# Igreja Presbiteriana na Coreia (HapDong)
A Igreja Presbiteriana na Coreia (HapDong) - em coreano 대한예수교장로회(합동) - é uma denominação reformada presbiteriana evangélica, conservadora na Coreia do Sul.
Foi formada em 1959, como uma das duas denominações sucessoras da Igreja Presbiteriana na Coreia, a primeira denominação presbiteriana do país. 

É, a partir de 2022, a maior denominação protestante do país em número de membros..

## História
Em 1959, na Quadragésima Quarta Assembleia Geral da Igreja Presbiteriana da Coreia a denominação se dividiu em duas partes iguais devido à visão da igreja da quanto ao ecumenismo e a participação do Concílio Mundial de Igrejas. 
O grupo HapDong representou a ala mais conservadora teologicamente e o grupo TongHap, a ala liberal e ecumênica. Este manteve sua filiação ao Concílio Mundial de Igrejas  e ao Conselho Nacional de Igrejas na Coreia e permitiu relativamente uma ampla gama de posições teológicas em seu meio.
A Igreja Presbiteriana na Coreia (HapDong) tornou-se um grupo mais conservador. Na sua estrita base doutrinária, foi possível unir-se em 1960 com a Igreja Presbiteriana na Coreia (Kosin) (outro grupo conservador que separou-se da Igreja Presbiteriana da Coreia em 1952). Todavia, o grupo Kosin separou-se novamente em 1962. Cerca de 150 congregações do grupo Kosin de 1952 decidiram permanecer com o HapDong.
A igreja formada pelo grupo HapDong começou posteriormente um seminário e jornais, que deram origem a diversas escolas no país.
Em 1961 um grupo chamado a Igreja Presbiteriana Bíblica  separou-se. Este grupo deu origem a atual Igreja Presbiteriana na Coreia (Daeshin).
Na Sexagésima Quarta Assembleia Geral, em 1979, a igreja sofreu uma outra divisão. Kim Hee Bo, o Presidente do Seminário ChongShin, tornar-se defensor da abordagem histórico-crítica  do Pentateuco. A igreja se dividiu em uma linha principal que se opunha a visão de Kim Hee Bo e um grupo minoritário que o apoiou.
O debate centrou-se sobre duas questões: a autoria do Pentateuco e da relação com o Seminário ChongShin. A linha principal manteve-se e não fragmentou nos próximos anos e o grupo minoritário formou a Igreja Presbiteriana na Coreia (HapDongJinRi).

## Atualidade
Na década de 1990 a atual HapDong experimentou um grande crescimento. No início dos anos 2000 HapDong continuou a crescer e tornou-se a maior denominação na Coreia do Sul, com mais de 2.100.000 de membros comungantes. A sede da igreja está em Seul, na Coreia do Sul. De acordo com estatísticas da Assembleia Geral a Igreja Presbiteriana HapDong tinha 12.078 congregações e cerca de 2.721.427 membros em 2014.
A igreja tem hoje a Universidade e Seminário Chongshin que é a única instituição de ensino oficial da Igreja HapDong para preparar pastores.

## Demografia
| Ano  | Igrejas | Pastores | Membros   |
| ---- | ------- | -------- | --------- |
| 1998 | 6.281   | 8.771    | 2.275.538 |
| 1999 | 6.494   | 9.351    | 2.295.766 |
| 2000 | 6.626   | 10.096   | 2.321.019 |
| 2001 | 6.795   | 10.424   | 2.300.327 |
| 2002 | 6.996   | 10.515   | 2.341.460 |
| 2003 | 7.105   | 11.321   | 2.348.420 |
| 2004 | 7.259   | 11.860   | 2.398.331 |
| 2005 | 10.717  | 17.037   | 2.716.815 |
| 2006 | 10.905  | 17.874   | 2.818.092 |
| 2007 | 11.112  | 18.264   | 2.912.476 |
| 2008 | 11.156  | 18.580   | 2.896.967 |
| 2009 | 11.353  | 18.611   | 2.936.977 |
| 2010 | 11.456  | 19.268   | 2.953.116 |
| 2011 | 11.512  | 19.829   | 2.988.553 |
| 2012 | 11.538  | 21.768   | 2.994.873 |
| 2013 | 11.593  | 22.216   | 2.857.065 |
| 2014 | 12.078  | 22.646   | 2.721.427 |
| 2015 | 11.770  | 23.179   | 2.700.977 |
| 2016 | 11.937  | 23.440   | 2.764.428 |
| 2017 | 11.922  | 23.726   | 2.688.858 |
| 2018 | 11.885  | 24.395   | 2.656.766 |
| 2019 | 11.758  | 24.855   | 2.556.182 |
| 2020 | 11.686  | 25.477   | 2.382.804 |
| 2021 | 11.262  | 26.168   | 2.292.745 |
| 2022 | 11.920  | 24.926   | 2.351.896 |
| 2023 | 11.832  | 25.141   | 2.250.530 |

Entre 1998 e 2014 a denominação teve um crescimento constante no número de membros, pastores e igrejas. Em 2005 foi registrado um crescimento de mais de 20% no número de membros, quase 50% no número de igrejas e mais de 60% no número de pastores, em um único ano, o crescimento mais rápido já registrado.
A denominação continuou a crescer até 2011, quando atingiu o ápice do número de membros (2.988.553). Desde então, o número de membros entrou em declínio. Ainda assim, o número de pastores e igrejas continuou crescendo ou estável.
Em 2022, a denominação reverteu a tendência de declínio e registrou novo crescimento no número de membros. Desde então, tornou-se novamente a maior denominação protestante do país.

## Doutrina
A Igreja Presbiteriana na Coreia (HapDong) é uma denominação teologicamente conservadora. O grupo Hapdong subscrever as Confissões presbiterianas históricos como o Credo dos Apóstolos, a Confissão de Fé de Westminster, Catecismo Maior de Westminster e Breve Catecismo de Westminster.
A igreja acredita que de acordo com as instruções do Apóstolo Paulo em I Timóteo 2.11-15, Efésios 5.22-23 e I Coríntios 14.34 não deve existir Ordenação Feminina na igreja e por isso é contra tal prática.

## Relações Intereclesiásticas
A denominação é membro da Fraternidade Reformada Mundial. Além disso, está em plena comunhão com a Igreja Presbiteriana do Brasil.

## Missões
A Igreja Presbiteriana na Coreia (HapDong) criou a Junta de Missões Globais na Coreia do Sul para apoiar evangelismo e missões. A Junta é o corpo missionário da Assembleia Geral da Igreja Presbiteriana da Coreia (HapDong), e é a maior organização missionária presbiteriana na Coreia, com campos de missão na Europa, Sudeste e Sudoeste da Ásia, Rússia, América Latina, Brasil e África.